# Abraham Lincoln: The War Years
Abraham Lincoln: The War Years ist eine vierbändige Biographie von Carl Sandburg, die 1939 veröffentlicht wurde. Sie gewann 1940 den Pulitzer-Preis in der Kategorie Geschichte.
Nach dem Erfolg von Sandburgs Biographie Abraham Lincoln: The Prairie Years 1926 widmete sich Sandburg in diesem Werk Lincolns Leben nach 1861 und verbrachte dabei insgesamt elf Jahre mit Recherche und Schreiben. Die Biographie ist nicht nur vom journalistischen Stil des Schriftstellers geprägt, sondern auch von seiner unerschütterlichen Bewunderung für Franklin D. Roosevelts liberaler New-Deal-Politik. Sandburg ist überzeugt, dass sowohl Lincoln als auch Roosevelt die Stimme des amerikanischen Volkes vertraten, in vielerlei Hinsicht drückt die Biographie auch seinen Glauben in eine funktionierende Demokratie mit einem mitfühlenden, begabten Präsidenten aus.

## Ausgaben
- Abraham Lincoln. The War Years. 4 Bände, Harcourt, Brace & Company, New York 1939.
  - Band 1 – Internet Archive
  - Band 2 – Internet Archive
  - Band 3 – Internet Archive
  - Band 4 – Internet Archive